# Västmanlands Fotbollförbund
Västmanlands Fotbollförbund (Västmanlands FF) är ett av de 24 distriktsförbunden under Svenska Fotbollförbundet. Västmanlands FF administrerar de lägre serierna för seniorer och ungdomsserierna i Västmanlands län.

## Serier
Västmanlands FF administrerar följande serier:

### Herrar
Division 4 - en serie

Division 5 - en serie

Division 6 - en serie

Division 7 - en serie

Division 8 - en serie

### Damer
Division 3 - en serie

Division 4 - en serie

Division 5 - en serie

Division 6 - en serie

### Distriktsförbundslag
Västmanland har vunnit Distriktsjuniorturneringen för herrar. 

### Övriga serier
- Ungdomsserier
- Reservlagsserier

### Fotnoter
1. ↑  Svenska Fotbollförbundet - Historik ungdomsfotboll (läst 11 april 2011)